# Dureil
 Dureil  es una población y comuna francesa, situada en la región de Países del Loira, departamento de Sarthe, en el distrito de La Flèche y cantón de Malicorne-sur-Sarthe.

## Demografía
| 114 | 101 | 75 | 73 | 77 | 74 |
| Para los censos de 1962 a 1999 la población legal corresponde a la población sin duplicidades (Fuente: INSEE [Consultar]) |     |    |    |    |    |